# Thanchi
Thanchi (en bengali : থানচি) est une upazila du Bangladesh dans le district de Bandarban. En 1991, on y dénombrait 16 104 habitants.